# Thoisy-le-Désert
Thoisy-le-Désert é uma comuna francesa na região administrativa da Borgonha-Franco-Condado, no departamento de Côte-d'Or. Estende-se por uma área de 13,36 km². Em 2010 a comuna tinha 218 habitantes (densidade: 16,3 hab./km²).